# Tote García Ortega
Margarita García Ortega Nestosa, conocida artísticamente como Tote García Ortega Madrid, 30 de noviembre de 1915 - Madrid, 26 de diciembre de 1998), fue una actriz española.
Participó en la serié de Rtve Hostal Royal Manzanares con el personaje de Filo 1996-1998 En Compuesta y sin novio para antena 3 con el personaje de Herminia, haciendo de abuela de Lina Morgan 1998 y en la serie de telecinco Hermanas como Charito junto a Ángela Molina 1998

## Biografía
Actriz principalmente consagrada a los escenarios. Hija de los actores Francisco García Ortega y Josefina Nestosa, y hermana de los también actores Luis y Rosario García Ortega. 
A lo largo de su carrera, en su haber destacan obras como Los caciques (1962), de Carlos Arniches; Los verdes campos del Edén (1963), primera obra de Antonio Gala; El proceso del arzobispo Carranza (1964), de Joaquín Calvo Sotelo; Intermezzo (1965), de Jean Giraudoux; A Electra le sienta bien el luto (1965), de Eugene O’Neill; El sol en el hormiguero (1966), de Gala; El señor Adrián, el primo (1966), de Arniches; La dama duende (1966), de Calderón de la Barca; Los malhechores del bien (1966), de Jacinto Benavente; Así es (si así os parece) (1967), de Luigi Pirandello; Los bajos fondos (1968), de Maxim Gorki; Romance de lobos (1970), de Valle-Inclán; Antígona, de Sófocles; Misericordia (1972), de Benito Pérez Galdós; Anillos para una dama (1973), de Gala; Las cítaras colgadas de los árboles (1974) de Gala; Las arrecogías del beaterio de Santa María Egipciaca (1977), de Martín Recuerda; Las galas del difunto y La hija del capitán, ambas de Valle-Inclán, que interpretó en 1978 en el Teatro María Guerrero con la compañía de María José Goyanes; Filomena Marturano en 1980 con María Asquerino; La tetera, de Miguel Mihura, en 1982, con Emilio Gutiérrez Caba; El álbum familiar, de José Luis Alonso de Santos en 1982; Revistas del corazón, en 1985, de Juan José Alonso Millán, con Analía Gadé; Damas, señoras, mujeres, en 1987, de nuevo con Gadé; La loca de Chaillot (1989), con Amparo Rivelles e interpretando una de las componentes del coro de las locas, junto a Lilí Murati y Margot Cottens; Anda mi madre (1990) de Alonso Millán; o La Truhana en 1992, con Concha Velasco.
Sin embargo compaginó su presencia teatral con esporádicas apariciones en televisión. Ya desde los años sesenta intervino en papeles secundarios de espacios populares en la pequeña pantalla del momento como Novela, emitido por Televisión española.
En la última etapa de su vida se unió profesionalmente a Lina Morgan, con la que intervino en la serie de Antena 3 Compuesta y sin novio (1994) y en la película Hermana, ¿pero qué has hecho? (1995), de Pedro Masó, su única incursión en la gran pantalla.
Sin embargo su momento de mayor popularidad le llega con el personaje de Filo, una anciana entrañable que comparte techo con Reme (Lina Morgan) en Hostal Royal Manzanares (1996-1998), de TVE, una de las series de televisión de mayor impacto de la década.
Con posterioridad intervino también en la serie Hermanas (1998), junto a Ángela Molina.
Murió a causa de un cáncer de pulmón el 26 de diciembre de 1998.
Esta enterrada en el Cementerio de Carabanchel Madrid
En 1999 recibió a título póstumo un Premio TP de Oro, como reconocimiento al conjunto de su trayectoria profesional.

## Trayectoria teatral (parcial)
| - Los caciques (1962), de Carlos Arniches. - Los verdes campos del Edén (1963), de Antonio Gala. - El proceso del arzobispo Carranza (1964), de Joaquín Calvo Sotelo. - Intermezzo (1965), de Jean Giraudoux. - A Electra le sienta bien el luto (1965), de Eugene O’Neill. - El sol en el hormiguero (1966), de Gala. - El señor Adrián, el primo (1966), de Carlos Arniches. - La dama duende (1966), de Calderón de la Barca. - Los malhechores del bien (1966), de Jacinto Benavente. - Así es (si así os parece) (1967), de Luigi Pirandello. - Los bajos fondos (1968), de Maxim Gorki. - Cuatro corazones con freno y marcha atrás (1968), de Enrique Jardiel Poncela - Romance de lobos (1970), de Valle-Inclán. - Antígona, de Sófocles. - El círculo de tiza caucasiano (1971), de Bertolt Brecht. | - Misericordia (1972), de Benito Pérez Galdós. - Anillos para una dama (1973), de Gala. - Las cítaras colgadas de los árboles (1974) de Gala. - Las arrecogías del beaterio de Santa María Egipciaca (1977), de Martín Recuerda. - Las galas del difunto (1978), de Valle-Inclán. - La hija del capitán (1978), de Valle-Inclán. - Filomena Marturano en 1980 , de Eduardo De Filippo. - La tetera (1982), de Miguel Mihura. - El álbum familiar (1982), de José Luis Alonso de Santos. - Revistas del corazón, (1985), de Juan José Alonso Millán. - Damas, señoras, mujeres, ( 1987). - La loca de Chaillot (1989), de Jean Giraudoux. - Anda mi madre (1990) de Alonso Millán. - Ya tenemos chica (1991) de Alonso Millán. - La Truhana (1992), de Antonio Gala. |